# Filmfare Award du meilleur chanteur de play-back
Le Filmfare Awards du meilleur chanteur de play-back (Filmfare Award for Best Male Playback Singer) est une récompense remise au meilleur parolier indien de l'année par le magazine Filmfare, lors de la cérémonie annuelle des Filmfare Awards, depuis 1959.
- Le premier lauréat fut Mukesh pour la chanson Sab Kuch Seekha Humne du film Anari, en 1960.

## Liste des lauréats et des nommés
Les lauréats apparaissent en gras.

### Années 1950-1960
- 1959 - Pas d'attribution
- 1960 : Mukesh – "Sab Kuch Seekha Humne" -  Anari
  - Talat Mahmood – "Jalte Hain Jiske Liye" - Sujata
- 1961 : Mohammed Rafi – "Chaudhvin Ka Chand" - Chaudhvin Ka Chand
- 1962 : Mohammed Rafi – "Chashme Buddoor" - Sasural
  - Mohammed Rafi – "Husn Wale Tera" - Gharana
  - Mukesh – "Hothon Pe Sacchai" - Jis Desh Men Ganga Behti Hai
- 1963 - Pas d'attribution
  - Mohammed Rafi – "Ae Gulbadan" - Professor
- 1964 : Mahendra Kapoor – "Chalo Ek Bar Phir Se" - Gumrah
  - Mohammed Rafi – "Mere Mehboob Tujhe" - Mere Mehboob
- 1965 : Mohammed Rafi – "Chahunga Main Tujhe" - Dosti
  - Mukesh – "Dost Dost Na Raha" - Sangam
- 1966 - Pas d'attribution
  - Mohammed Rafi – "Chho Lene Do" - Kaajal
- 1967 : Mohammed Rafi – "Baharon Phool Barsao" - Suraj
- 1968 : Mahendra Kapoor – "Neele Gagan Ke Tale" - Hamraaz
  - Mahendra Kapoor – "Mere Desh Ki Dharti" - Upkar
  - Mukesh – "Sawan Ka Mahina" - Milan
- 1969 : Mohammed Rafi – "Dil Ke Jharoke Mein" from Brahmachari
  - Mohammed Rafi – "Babul Ki Duvayen" - Neel Kamal
  - Mohammed Rafi – "Main Gaoon Tum So Jao" - Brahmachari

### Années 1970
- 1970 : Kishore Kumar – "Roop Tera Mastana" - Aradhana
  - Manna Dey – "Kaal Ka Paiya" - Chanda Aur Bijli
  - Mohammed Rafi – "Badi Mastani Hai" - Jeene Ki Raah
- 1971 : Mukesh – "Sabse Bada Nadan" - Pehchan
  - Mohammed Rafi – "Khilona Jankar" - Khilona
  - Mukesh – "Bas Yehi Apradh" - Pehchan
- 1972 : Manna Dey– "Ae Bhai Zara Dekh Ke Chalo" - Mera Naam Joker
  - Kishore Kumar – "Yeh Jo Mohabbat Hai" - Kati Patang
  - Kishore Kumar – "Zindagi Ek Safar Hai Suhana" - Andaz
- 1973 : Mukesh – "Jai Bolo Be-Imaan Ki" - Be-Imaan
  - Kishore Kumar – "Chingari Koi Bhadke" - Amar Prem
  - Mukesh – "Ek Pyar Ka Nagma Hain" - Shor
- 1974 : Narendra Chanchal – "Beshak Mandir Masjid" - Bobby
  - Kishore Kumar – "Mere Dil Mein Aaj" - Daag: A Poem of Love
  - Manna Dey – "Yaari Hai Imaan Mera" - Zanjeer
  - Mohammed Rafi – "Hum Ko Jaan Se Pyaari Hai" - Naina
  - Shailendra Singh – "Main Shayar To Nahin" - Bobby
- 1975 : Mahendra Kapoor – "Aur Nahi Bus Aur Nahi" - Roti Kapada Aur Makaan
  - Kishore Kumar – "Gaadi Bula Rahi Hai" - Dost
  - Kishore Kumar – "Mera Jeevan Kora Kagaz" - Kora Kagaz
  - Mohammed Rafi – "Accha Hi Hua Dil Toot Gaya" - Maa Bahen Aur Biwi
  - Mukesh – "Main Na Bhooloonga" - Roti Kapda Aur Makaan
- 1976 : Kishore Kumar – "Dil Aisa Kisi Ne" - Amanush
  - Kishore Kumar – "Main Pyaasa Tu Sawan" - Faraar
  - Kishore Kumar – "O Manjhi Re" - Khushboo
  - Manna Dey – "Kya Mar Sakegi" - Sanyasi
  - R. D. Burman – "Mehbooba O Mehbooba" - Sholay
- 1977 : Mukesh – "Kabhi Kabhie Mere Dil Mein" - Kabhi Kabhie
  - Mahendra Kapoor – "Sunke Teri Pukar" - Fakira
  - Mukesh – "Ek Din Bik Jaayega" - Dharam Karam
  - Mukesh – "Main Pal Do Pal Ka Shayar Hoon" - Kabhi Kabhie
  - K. J. Yesudas – "Gori Tera Gaon" - Chitchor
- 1978 : Mohammed Rafi – "Kya Hua Tera Wada" - Hum Kisise Kum Naheen
  - Kishore Kumar – "Aap Ke Anurodh Se" - Anurodh
  - Mohammed Rafi – "Parda Hai Parda" - Amar Akbar Anthony
  - Mukesh – "Suhaani Chandni" - Mukti
  - K. J. Yesudas – Ka Karoon Sajni Aye Na Baalam - Swami
- 1979 : Kishore Kumar - "Khaike Paan Banaraswala" - Don
  - Kishore Kumar - "O Saathi Re" - Muqaddar Ka Sikandar
  - Kishore Kumar - "Hum Bewafa Harghiz Na" - Shalimar
  - Mohammed Rafi - "Aadmi Musafir Hai" - Apnapan
  - Mukesh – "Chanchal Sheetal" - Satyam Shivam Sundaram

### Années 1980
- 1980 : K. J. Yesudas – "Dil Ke Tukde Tukde" - Dada
  - Amitabh Bachchan – "Mere Pass Aao" - Mr. Natwarlal
  - K. J. Yesudas – "Sunayana In Nazaron Ko" - Sunayana
  - Kishore Kumar – "Ek Rasta Hai Zindagi" - Kaala Patthar
  - Mohammed Rafi – "Chalo Re Doli Uthao" - Jaani Dushman
  - Nitin Mukesh – "Aaja Re Mere Dilbar" - Noorie
- 1981 : Kishore Kumar – "Hazaar Raahen Mud Ke Dekhi" - Thodisi Bewafaii
  - Kishore Kumar – "Om Shanti Om" - Karz
  - Mohammed Rafi – "Dard-e-Dil" - Karz
  - Mohammed Rafi – "Maine Puchha Chand Se" - Abdullah
  - Mohammed Rafi – "Mere Dost Kissa" - Dostana
- 1982 : Amit Kumar – "Yaad Aa Rahi Hai" - Love Story
  - Jagjit Singh – "Hothon Se Chhoo Lo Tum" - Prem Geet
  - Kishore Kumar – "Hamen Tum Se Pyaar Kitna" - Kudrat
  - Kishore Kumar – "Chhoo Kar Mere Man Ko" - Yaarana
  - S. P. Balasubrahmanyam – "Tere Mere Beech Mein" - Ek Duuje Ke Liye
- 1983 : Kishore Kumar – "Pag Ghungroo Bandh" - Namak Halaal
  - Amit Kumar – "Yeh Zameen Gaa Rahi Hai" - Teri Kasam
  - Suresh Wadkar – "Meri Kismat Tu" - Prem Rog
  - Suresh Wadkar – "Mein Hoon Prem Rogi" - Prem Rog
- 1984 : Kishore Kumar – "Agar Tum Na Hote" - Agar Tum Na Hote
  - Kishore Kumar – "Shayad Meri Shaadi" - Souten
  - Shabbir Kumar – "Jab Hum Jawaan Honge" - Betaab
  - Shabbir Kumar – "Parvaton Se Aaj Mein" - Betaab
  - Shabbir Kumar – "Yaad Teri Aayengi" - Ek Jaan Hai Hum
- 1985 : Kishore Kumar – "Manzilein Apni Jagah Hain" - Sharaabi
  - Kishore Kumar – "De De Pyaar De" - Sharaabi
  - Kishore Kumar – "Inteha Ho Gayi" - Sharaabi
  - Kishore Kumar – "Log Kehte Hai" - Sharaabi
- 1986 : Kishore Kumar – "Saagar Kinare" - Saagar
  - Shabbir Kumar – "Tum Se Milkar Na Jane Kyon" - Pyaar Jhukta Nahin
  - Suresh Wadkar – "Main Hi Main Hoon" - Ram Teri Ganga Maili
- 1987 - Pas d'attribution
- 1988 - Pas d'attribution
- 1989 : Udit Narayan – "Papa Kehte Hain" - Qayamat Se Qayamat Tak
  - Amit Kumar – "Ek Do Teen" - Tezaab
  - Mohammed Aziz – "Dil Tera Kisne Toda" - Dayavan

### Années 1990
- 1990 : S. P. Balasubrahmanyam – "Dil Deewana" - Maine Pyar Kiya
  - Amit Kumar – "Tirchhi Topiwale" - Tridev
  - Mohammed Aziz – "My Name Is Lakhan" - Ram Lakhan
  - Suresh Wadkar – "Lagi Aaj Sawan Ki" - Chandni
- 1991 : Kumar Sanu – "Ab Tere Bin" - Aashiqui
  - Amit Kumar – "Kaisa Lagta Hai" - Baaghi: A Rebel for Love
  - Suresh Wadkar – "O Priya Priya" - Dil
- 1992 : Kumar Sanu – "Mera Dil Bhi" - Saajan
  - Pankaj Udhas – "Jeeye To Jeeye" - Saajan
  - S. P. Balasubrahmanyam – "Tum Se Milne Ki Tamanna Hai" - Saajan
  - Sudesh Bhonsle – "Jumma Chumma" - Hum
- 1993 : Kumar Sanu – "Sochenge Tumhe Pyaar" - Deewana
  - Udit Narayan – "Pehla Nasha" - Jo Jeeta Wohi Sikandar
  - Vinod Rathod – "Aisi Deewangi" - Deewana
- 1994 : Kumar Sanu – "Yeh Kaali Kaali Aankhen" - Baazigar
  - Kumar Sanu – "Baazigar O Baazigar" - Baazigar
  - Udit Narayan – "Jaadu Teri Nazar" - Darr
  - Udit Narayan – "Phoolon Sa Chehra Tera" - Anari
  - Vinod Rathod – "Nayak Nahin Kahlnayak Hoon Main" - Khalnayak
- 1995 : Kumar Sanu – "Ek Ladki Ko Dekha" - 1942: A Love Story
  - Abhijeet Bhattacharya – "Ole Ole" - Yeh Dillagi
  - S. P. Balasubrahmanyam – "Hum Aapke Hain Koun" - Hum Aapke Hain Koun..!
  - Udit Narayan – "Tu Cheez Badi" - Mohra
- 1996 : Udit Narayan – "Mehndi Laga Ke Rakhna" - Dilwale Dulhania Le Jayenge
  - Hariharan – "Dil Ne Dil Se" - Haqeeqat
  - Kumar Sanu – "Tujhe Dekha To" - Dilwale Dulhania Le Jayenge
  - Udit Narayan – "Raja Ko Rani Se Pyaar" - Akele Hum Akele Tum
- 1997 : Udit Narayan – "Pardesi Pardesi" - Raja Hindustani
  - Abhijeet – "Yeh Teri Aankhen Jhuki Jhuki" - Fareb
  - Hariharan et Suresh Wadkar – "Chappa Chappa Charkha Chale" - Maachis
  - Udit Narayan – "Ghar Se Nikalte Hi" - Papa Kehte Hain
  - Udit Narayan – "Ho Nahi Sakta" - Diljale
- 1998 : Abhijeet Bhattacharya – "Main Koi Aisa Geet Gaaon" - Yes Boss
  - Hariharan – "I Love My India" - Pardes
  - Kumar Sanu – "Do Dil Mil Rahe Hain" - Pardes
  - Sonu Nigam et Roop Kumar Rathod – "Sandese Aate Hai" - Border (en)
  - Udit Narayan – "Dil To Pagal Hai" - Dil To Pagal Hai
- 1999 : Sukhwinder Singh – "Chaiyya Chaiyya" - Dil Se
  - Aamir Khan – "Aati Kya Khandala" - Ghulam
  - Kamaal Khan – "O O Jaane Jaana" -Pyaar Kiya To Darna Kya
  - Kumar Sanu – "Ladki Badi Anjaani Hai" - Kuch Kuch Hota Hai
  - Udit Narayan – "Kuch Kuch Hota Hai" - Kuch Kuch Hota Hai

### Années 2000
- 2000 : Udit Narayan – "Chaand Chhupa" - Hum Dil De Chuke Sanam
  - KK – "Tadap Tadap Ke" - Hum Dil De Chuke Sanam
  - Kumar Sanu – "Aankhon Ki Gusthakiyaan" - Hum Dil De Chuke Sanam
  - Sonu Nigam – "Ishq Bina" - Taal
  - Sukhwinder Singh – "Ramta Jogi" - Taal
- 2001 : Lucky Ali – "Naa Tum Jaano Naa Hum" - Kaho Naa... Pyaar Hai
  - Lucky Ali – "Ek Pal Ka Jeena" - Kaho Naa... Pyaar Hai
  - Sonu Nigam– "Tu Hawa Hai" - Fiza
  - Sonu Nigam – "Panchhi Nadiya Pawan Ke Jhonke" - Refugee
  - Udit Narayan – "Dil Ne Yeh Kaha Hain" - Dhadkan
- 2002 : Udit Narayan – "Mitwa" - Lagaan
  - Adnan Sami – "Mehbooba Mehbooba" - Ajnabee
  - Shaan – "Koi Kahe Kehta Rahe" - Dil Chahta Hai
  - Sonu Nigam– "Suraj Hua Maddham" - La famille indienne
  - Udit Narayan – "Ud jaa Kale Kawan" - Gadar: Ek Prem Katha
- 2003 : Sonu Nigam – "Saathiya" - Saathiya
  - KK– "Bar daasht Nahin" - Humraaz
  - Kumar Sanu – "Sanam Mere Humraaz" - Humraaz
  - Lucky Ali – "Aa Bhi Jaa" from Sur – The Melody of Life
  - Shaan – "Nikamma Kiya Is Dil Ne" - Kyaa Dil Ne Kahaa
- 2004 : Sonu Nigam – "Kal Ho Naa Ho" - Kal Ho Naa Ho
  - Kumar Sanu – "Kissi Se Tum Pyar Karo" - Andaaz
  - Abhijeet – "Suno Na" - Chalte Chalte
  - Udit Narayan – "Idh ar Chala" - Koi... Mil Gaya
  - Udit Narayan – "Tere Naam" - Tere Naam
- 2005 : Kunal Ganjawala – "Bheegey Honth Tere" - Murder
  - Sonu Nigam – "Do Pal" - Veer-Zaara
  - Sonu Nigam – "Main Hoon Na" - Main Hoon Na
  - Sonu Nigam – "Tumse Milkey Dil Ka" - Main Hoon Na
  - Udit Narayan – "Main Yahan Hoon" - Veer-Zaara
  - Udit Narayan and Master Vignesh – "Yeh Taara Woh Taara" - Swades : Nous, le peuple
- 2006 : Himesh Reshammiya – "Aashiq Banaya Aapne" - Aashiq Banaya Aapne
  - Atif Aslam – "Woh Lamhe" - Zeher
  - Sonu Nigam – "Dheere Jalna" - Paheli
  - Sonu Nigam – "Piyu Bole" - Parineeta
  - KK et Shaan – "Dus Bahane" - Dus
- 2007 : Shaan et Kailash Kher – "Chand Sifarish" - Fanaa
  - Atif Aslam – "Tere Bin" - Bas Ek Pal
  - Himesh Reshammiya – "Jhalak Dikhlaja" - Aksar
  - Sonu Nigam – " Kabhi Alvida Naa Kehna" - Kabhi Alvida Naa Kehna
  - Zubeen Garg – "Ya Ali" - Gangster: A Love Story
- 2008 : Shaan – "Jab Se Tere Naina" - Saawariya
  - A. R. Rahman – "Tere Bina" - Guru
  - KK – "Aankhon Mein Teri" - Om Shanti Om
  - Sonu Nigam – "Main Agar Kahoon" - Om Shanti Om
  - Sukhwinder Singh – "Chak De India" -  Chak De! India
- 2009 : Sukhwinder Singh – "Haule Haule" - Rab Ne Bana Di Jodi
  - Farhan Akhtar – "Socha Hai" - Rock On!!
  - KK – "Khuda Jaane" - Bachna Ae Haseeno
  - KK – "Zara Si Dil Mein" - Jannat
  - Rashid Ali – "Kabhi Kabhi Aditi" - Jaane Tu... Ya Jaane Na
  - Sonu Nigam – "Inn Lamhon Ke Daaman Me" - Jodhaa Akbar

### Années 2010
- 2010 : Mohit Chauhan – "Masakali" - Delhi 6
  - Atif Aslam – "Tu Jaane Na" : Ajab Prem Ki Ghazab Kahani
  - Javed Ali et Kailash Kher – "Arziyan" - Delhi 6
  - Rahat Nusrat Fateh Ali Khan – "Aaj Din Chadheya" - Love Aaj Kal
  - Sonu Nigam et Salim Merchant – "Shukran Allah" - Kurbaan
  - Sukhwinder Singh et Vishal Dadlani – "Dhan Te Nan" - Kaminey
- 2011 : Rahat Fateh Ali Khan – "Dil Toh Bachcha Hai Ji" - Ishqiya
  - Adnan Sami and Shankar Mahadevan – "Noor-e-Khuda" - My Name Is Khan
  - Mohit Chauhan – "Pee Loon" - Once Upon a Time in Mumbaai
  - Rahat Nusrat Fateh Ali Khan – "Sajda" - My Name Is Khan
  - Shafqat Amanat Ali – "Bin Tere" - I Hate Luv Storys
- 2012 : Mohit Chauhan – "Jo Bhi Main" - Rockstar
  - Akon et Vishal Dadlani – "Chammak Challo" - Ra.One
  - Mohit Chauhan – "Saadda Haq" - Rockstar
  - Rahat Fateh Ali Khan – "Teri Meri" - Bodyguard
  - Shafqat Amanat Ali – "Dildaara" - Ra.One
- 2013 : Ayushmann Khurrana - "Pani Da Rang" - Vicky Donor
  - Mohit Chauhan – "Barfi" - Barfi!
  - Nikhil Paul George – "Main Kya Karoon" - Barfi!
  - Rabbi Shergill – "Challa" - Jusqu'à mon dernier souffle
  - Sonu Nigam – "Abhi Mujh Mein Kahin" - Agneepath
- 2014 : Arijit Singh – "Tum Hi Ho" - Aashiqui 2
  - Amit Trivedi – "Manja" - Kai Po Che!
  - Ankit Tiwari – "Sunn Raha Hai" - Aashiqui 2
  - Benny Dayal – "Badtameez Dil" - Yeh Jawaani Hai Deewani
  - Siddharth Mahadevan – "Zinda" - Bhaag Milkha Bhaag
- 2015 : Ankit Tiwari - "Galliyan" - Ek Villain
  - Benny Dayal - "Locha-e-Ulfat" - 2 States
  - Arijit Singh - "Mast Magan" - 2 States
  - Arijit Singh - "Suno Na Sangemarmar" - Youngistaan
  - Shekhar Ravjiani - "Zehnaseeb" - Hasee Toh Phasee
- 2016 : Arijit Singh - "Sooraj Dooba Hain" - Roy
  - Ankit Tiwari - "Tu Hai Ke Nahi" - Roy
  - Arijit Singh - "Gerua" - Dilwale
  - Atif Aslam - "Jeena Jeena" - Badlapur
  - Vishal Dadlani - "Gulaabo" - Shaandaar
  - Papon - "Moh Moh Ke Dhaage" - Dum laga ke haisha

## Articles